# Michel Laloux
Pour les articles homonymes, voir Laloux (homonymie).
 (février 2023).
Michel Laloux est professeur d'économie, formateur et philosophe de l'éducation.
Michel Laloux effectue des recherches sur les formes d'organisations légères et évolutives de la société et des institutions qui permettent que l'initiative et la créativité humaine puissent, en permanence les animer et les renouveler.
Diplômé de l'Institut Supérieur du Commerce de Paris, Michel Laloux a travaillé dans le marketing avant de s'orienter vers l'éducation des jeunes et la formation des adultes, notamment comme professeur d'économie. Rapidement, il s'est trouvé confronté à l'inadéquation entre les besoins de la jeunesse et le système scolaire. Il lui semblait qu'entre une machinerie lourde d'un côté, et un système privé-libéral, de l'autre, il y avait la place pour un service public de l'éducation directement agi par ses acteurs, les enseignants et les parents. Il a ainsi créé le concept d'École de la Société Civile qu'il a développé dans son premier essai L'éducation Dénationale (L'Atelier, 1977), puis dans Torrent de Jeunesse (Les Trois Arches, 1992).
Mais son analyse est allé plus loin, et est arrivé à la proposition que l'école d'État est elle-même le fruit d'une conception centralisée de la démocratie, laquelle se révèle impropre à évoluer au rythme des besoins de la société civile. Pour Michel Laloux, la gouvernance par le haut lui semblant une forme passée et inadéquate, et il a conçu des modes d'administration légers et évolutifs permettant que la société civile traite directement les questions qui sont habituellement déléguées au gouvernement et à l'Assemblée Nationale. Son essai La Démocratie Évolutive (Yves Michel, 2007) propose, dans sa première partie, des outils concrets pour métamorphoser l'État unitaire et la démocratie représentative.
Dans la deuxième partie, il décrit ce qui serait nécessaire, au niveau économique, pour qu'une telle démocratie puisse fonctionner.
Son nouvel essai Dépolluer l'Économie va beaucoup plus loin en proposant de nouveaux concepts et des méthodes pour les mettre en place.